# Spenser Confidential
Spenser Confidential ist ein US-amerikanischer Actionfilm von Peter Berg aus dem Jahr 2020. Der von Netflix produzierte Film basiert lose auf dem Roman Wonderland von Ace Atkins, der Robert B. Parkers Krimireihe um den Privatdetektiv Spenser weiterführte.

## Handlung
Der ehemalige Polizist Spenser ist gerade aus dem Gefängnis entlassen worden. Dort saß er fünf Jahre ein, nachdem er einen Vorgesetzten, Captain Boylan, verprügelt hatte, der zum einen eine heiße Spur nicht weiterverfolgte, zum anderen wegen häuslicher Gewalt. Er kommt bei seinem alten Boxmentor Henry unter, muss hier aber ein Zimmerchen mit dem aufstrebenden MMA-Kämpfer Hawk teilen. Spenser versucht, sein Leben wieder auf die Reihe zu bekommen, besucht eine Fahrschule für den Lkw-Führerschein und hält sich von seiner Ex-Freundin Cissy fern, die zu emotionsgesteuertem und aufbrausendem Verhalten neigt.
Noch in der Nacht seiner Freilassung wird Captain Boylan ermordet. Den Mord versucht irgendjemand, dem Streifenpolizisten Terrance in die Schuhe zu schieben, der ebenfalls tot aufgefunden wird. Dessen Ermordung wurde als Selbstmord inszeniert. Spenser kann sich das nicht ansehen und beginnt zusammen mit dem hünenhaften Hawk, eigene Ermittlungen anzustellen.
Spenser deckt ein riesiges Komplott auf, in das ein Drogenkartell und die Polizei verwickelt sind. Besonders bitter: ausgerechnet sein Expartner, der Einzige, der ihn von seinen Kollegen im Knast besuchte, scheint der Drahtzieher hinter dem Ganzen zu sein. Es geht um den Bau eines Casinos, dem Wonderland, das mit Drogengeldern finanziert werden soll. Schließlich gelingt es Spenser, die letzte Drogenlieferung des Kartells abzufangen und seinem Expartner eine Falle zu stellen. Am Ende kann er ihn samt seiner Komplizen an das FBI ausliefern.

## Hintergrund
Das Drehbuch basiert lose auf dem Roman Wonderland von Ace Atkins. Es stammt aus der Romanreihe um den Privatdetektiv Spenser, die ursprünglich von Robert B. Parker erschaffen wurde und dann von Atkins fortgesetzt wurde.
Wahlberg ist nach Robert Urich in der Serie Spenser und vier Filmen sowie Joe Mantegna in drei Filmen bereits der dritte Darsteller des Spensers.
Der Film ist im Stile eines Buddy-Actionfilms inszeniert. Er markiert die insgesamt fünfte Zusammenarbeit zwischen Regisseur Peter Berg und Schauspieler Mark Wahlberg.
Der Film wurde am 6. März 2020 weltweit auf der Streamingplattform Netflix veröffentlicht.

## Synchronisation
Die Synchronisation des Films übernahm die FFS Film- & Fernseh-Synchron in Berlin. Das Dialogbuch schrieb Ozan Ünal, der auch die Dialogregie führte.
| Rolle             | Schauspieler     | Deutscher Sprecher |
| ----------------- | ---------------- | ------------------ |
| Spenser           | Mark Wahlberg    | Oliver Mink        |
| Hawk              | Winston Duke     | Jan-David Rönfeldt |
| Henry Cimoli      | Alan Arkin       | Jan Spitzer        |
| Cissy Davis       | Iliza Shlesinger | Maria Koschny      |
| Driscoll          | Bokeem Woodbine  | Martin Kautz       |
| Wayne Cosgrove    | Marc Maron       | Uwe Büschken       |
| Squeeb            | Austin Post      | Tim Sander         |
| Capt. John Boylan | Michael Gaston   | Tobias Meister     |

## Rezeption

### Kritiken
Sidney Schering von Filmstarts vergab drei von fünf Sternen für den Film. Ihn überzeugte die Action nicht so sehr, bezeichnete aber die beiden Protagonisten als „ein sympathisches Duo in bester Buddy-Movie-Tradition“, den Film selber als „sauber inszeniert“ und „zügig erzählt“.
Pascal Reis bewertete den Film ebenfalls als solide. Sein Fazit: „Sicherlich keine große Kunst, aber als kompetent arrangiertes Genre-Kino, mit dem erwartungsgemäß eingestreuten Lokalpatriotismus, weiß der Film und sein dafür verantwortliches Duo zu gefallen.“
Alice Kuropka bezeichnete den Film in ihrer Kritik für FAZ.net ebenfalls als „solide Unterhaltung“. Auch sie kritisiert „die meist kurzgehaltenen Actionszenen“ als „nicht wirklich originell“.
Benjamin Lee gab auf der Website der britischen Wochenzeitung The Guardian dagegen nur einen von fünf Sternen. Er bezeichnete den Film als „seelenlos“ und „billig“, dem Film würde alles fehlen, was andere Buddy-Filme haben: „Humor, Stil, Energie, Leben“.
Auf der Website der The New York Times nannte Elisabeth Vincentelli den Film nett anzuschauen, aber auch leicht zu vergessen.

### Auszeichnungen
Critics’ Choice Super Awards 2021
- Nominierung als Beste Schauspielerin in einem Actionfilm (Iliza Shlesinger)[8]

People’s Choice Award 2020
- Nominierung als Bester Schauspieler (Mark Wahlberg)[9]